# Пирот (городское поселение)
Пирот (серб. Град Пирот) — городское поселение в Сербии, входит в Пиротский округ.
Население городского поселения составляет 60 966 человек (2007 год), плотность населения составляет 49 чел./км². Занимаемая площадь — 1232 км², из них 56,7 % используется в промышленных целях.
Административный центр городского поселения — город Пирот. Городское поселение Пирот состоит из 72 населённых пунктов, средняя площадь населённого пункта — 17,1 км².

## Статистика населения
| Год  | Население, чел. |
| ---- | --------------- |
| 1991 | 67 271          |
| 2001 | 64 106          |
| 2002 | 63 679          |
| 2003 | 63 229          |
| 2004 | 62 735          |
| 2005 | 62 174          |
| 2006 | 61 578          |
| 2007 | 60 966          |